# 鬼龍院冴子探偵事務所
『鬼龍院冴子探偵事務所』（きりゅういんさえこたんていじむしょ）は、三上龍哉による日本の青年漫画。『ビッグコミックスピリッツ』（小学館）において、2008年から2010年まで連載された。全100話、単行本は全6巻（小学館）。

## あらすじ
ごく普通の男子高校生の里見は、ある日、妹とともに飼い猫捜索のチラシを電信柱に貼っている時に、鬼龍院冴子と名乗る女性に出会う。そして、探偵事務所をやっているという冴子が里見の飼い猫を見つけたことがきっかけで、里見は彼女の助手をする羽目になる。こうして、里見の非日常な日々が始まった。

## 主な登場人物

### 鬼龍院冴子探偵事務所の所員
鬼龍院冴子（きりゅういん さえこ）
本作の主人公。ナイスバディな探偵事務所の所長。
つまらないことや、くだらない奴のことはすぐに忘れるというので、そのように判断された人物は名前や顔はおろか、その存在すら覚えてもらえない（特にドン・大原田）。
スタイル抜群の美女で、自身もその美貌をよく意識している。
実は魔女で、過去に自分の通っていた魔法学校を爆破した過去を持ち、「紅の兇眼（くれないのきょうがん）」と呼ばれていた。
通信教育で（魔滅）合気道1級を取得しているほか、引光流の抜け忍、一子相伝の神闘北拳継承者など、様々な経歴を持つ。
里見（さとみ）
もう一人の主人公。普通の男子高校生だったが、冴子に飼い猫を見つけてもらったことがきっかけで、彼女の助手になる。
冴子に出会ったことで、宇宙人や妖精に出会うなど、非日常の連続を過ごすこととなる。そのおかげで耐性がついたのか、以前のような驚きを見せなくなったり、カメラつきの携帯電話で写真を撮るなど、余裕を感じるようになる。
美形なので「美少年」「イケメン」とよく言われているが、自身は特に意識していないらしい。
ドン・大原田（ドン・おおはらだ）
魔法学校の元教員で、「漆黒の螺旋（しっこくのらせん）」と呼ばれていた。
冴子に学校を爆破されて職を失い、妻子にも逃げられたことから冴子への強い復讐心を持つようになる。そのため、冴子の前に現れるもあえなく失敗した結果、逆に彼女のカプセルモンスターとして洗脳される羽目になる。
名前を冴子に覚えてもらえず、「ドン・なんとか」と呼ばれる（また、冴子どころか、里見や作者にもそう呼ばれてしまい、本名よりもこっちの方で呼ばれる頻度が高い）。
ゴンザレス・西原（ゴンザレス・にしはら）
ナメクジ星からやってきた、宇宙人の王子。
地球を侵略しに来たが、冴子が障害となってしまう。そのため、冴子の弱点を探ろうと探偵事務所に新人の助手として潜入するが、失敗に終わる。まれにカッコイイバージョンになり、行動も王子らしくなる。

### サブキャラクター
妖子（ようこ）
人間にペットとして飼われている妖狐。
語尾に「ニャン」を付ける口癖がある（本人曰く、そっちの方が可愛いから）。二度目の登場以降は、獣耳と尻尾を生やした女子高生の姿に化けている。
竹下由紀子（たけしたゆきこ）
里見くんの幼なじみ。
吉永さおり（よしながさおり）
竹下さんの友達。美人。
綾小路弓香（あやのこうじゆみか）
式神使いの巫女さん。黒髪美人で天然。助けられた縁で「プリンス様（実はカッコイイバージョンのゴンザレス）」に恋心を抱く。

### 魔術結社タイタン
風間不由美（かざまふゆみ）
幹部の一人。「蒼穹の太刀（そうきゅうのたち）」と呼ばれる風属性攻撃魔法の使い手。ツンデレ。
剛・フェニックス（ごう・ふぇにっくす）
「白の凶獣（しろのきょうじゅう）」と呼ばれる、タイタン幹部四天王の一人。その鍛えられた肉体はあらゆる攻撃が通じないが、同じ魔錬筋術の使い手の鬼龍院冴子によって倒される。
紫電改太郎
四天王の一人「赤青の暴走電極」。

### 書誌情報
- 『鬼龍院冴子探偵事務所』小学館〈ビッグスピリッツコミックス〉、全6巻
  1. 2008年6月30日発売、ISBN 9784091820136
  2. 2008年11月28日発売、ISBN 9784091822376
  3. 2009年4月30日発売、ISBN 9784091824776
  4. 2009年9月30日発売、ISBN 9784091826053
  5. 2010年2月27日発売、ISBN 9784091830197
  6. 2010年7月30日発売、ISBN 9784091832795